# Canthon moroni
Canthon moroni là một loài bọ cánh cứng trong họ Bọ hung (Scarabaeidae).